# Sancho Blázquez Dávila
Sancho Blázquez Dávila fue un religioso castellano que ejerció como obispo de Ávila entre 1312 y 1355.

## Biografía

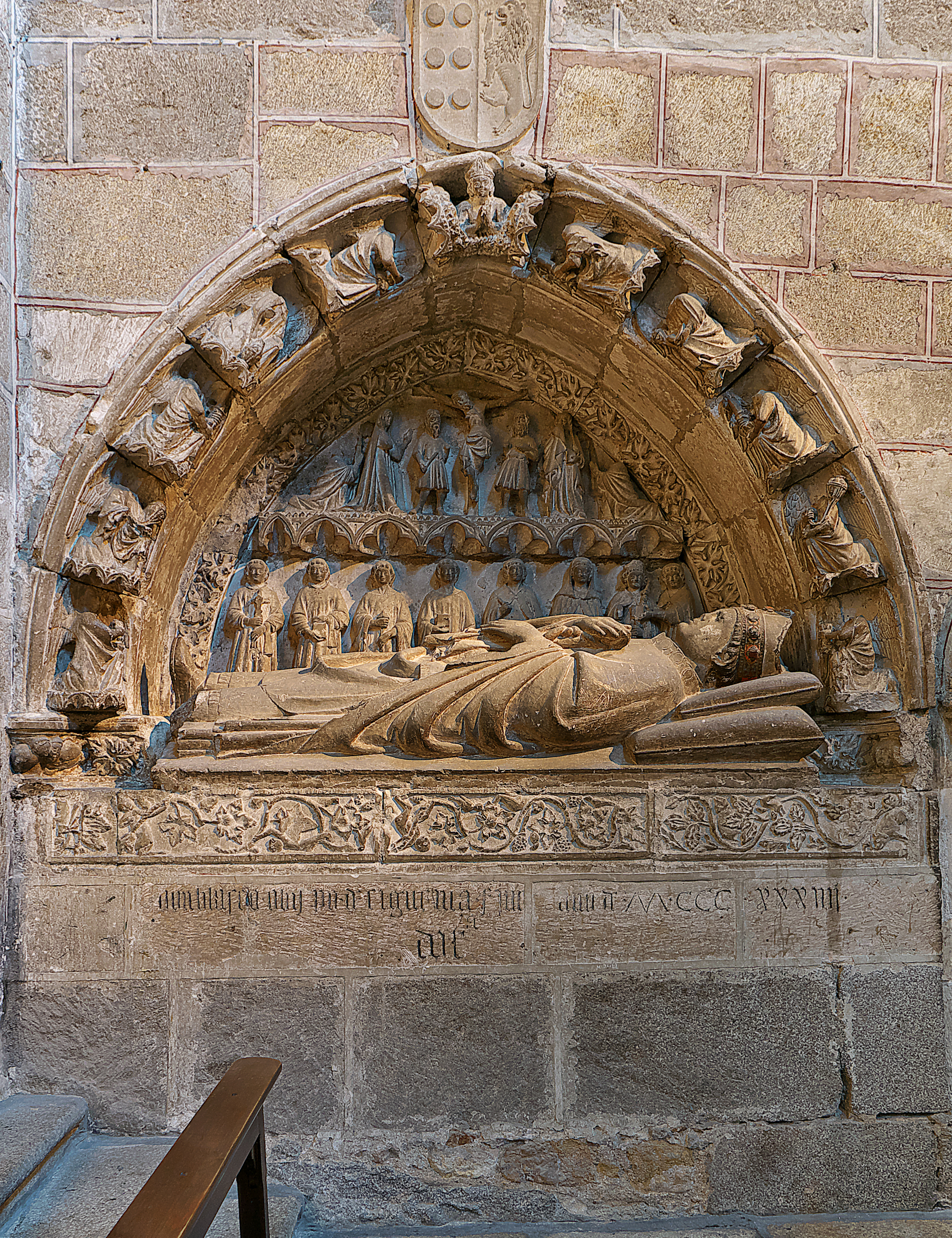
Sepulcro de don Sancho Blázquez Dávila, Catedral de Ávila

De familia de origen noble, su linaje alcanzaba a los primeros pobladores de Ávila y poseía el señorío de Navamorcuende-Cardiel. Era hijo de Blasco Ximeno y hermano de Fernán Blázquez, que fue alcalde de Ávila. Ocupó el solio abulense entre 1312 y 1355 y ostentó otros cargos a lo largo de su vida —junto al episcopal—: fue notario mayor de Castilla entre 1313 y 1320, así como canciller mayor entre 1325 y 1326. Este último cargo lo compatibilizó con el de notario mayor, en este caso, de la casa del monarca. Fue, además, señor de la población de Villatoro, un mayorazgo que fundó en 1328. Al final de su episcopado intervino en las desavenencias matrimoniales del rey Pedro I. También participó en el asedio de Gibraltar y fue una figura importante durante la minoría de edad de Alfonso XI de Castilla, especialmente durante las revueltas de Toro, Valladolid y Zamora. Finalmente, fundó el monasterio cisterciense de Ávila, el hospital de San Vicente y aprobó las constituciones de la cofradía en honor a san Vicente mártir ubicada en la basílica que lleva el nombre del santo.
Los más de cuarenta años como obispo de Ávila vieron también prácticas nepotistas por parte de Sancho Blázquez: colocó en el capítulo catedralicio a sus parientes, como su sobrino-nieto, Sancho Sánchez, que fue canónigo y arcediano de Olmedo en 1338, y el canónigo Fernán Blázquez. Gil González Dávila afirma que Blázquez murió en Valladolid y fue enterrado en la catedral de Ávila, en la capilla de san Blas.